# Valentine Féau
Valentine Féau, est une comédienne et réalisatrice française, née le 20 juin 1980 à Neuilly-sur-Seine.

## Biographie
Valentine Féau commence sa carrière artistique, en 1998 où elle suit des cours d'art dramatique au Cours Viriot jusqu'en 2001. Puis, Valentine devient membre de la troupe de théâtre Côté Plage de 2001 à 2003.En 2006, Elle coécrit le spectacle Quand je serai grande j'aurai des chaussures avec Sandrine Jouanin qu'elles joueront pendant deux ans au café-théâtre des Blancs Manteaux. En 2007, elle joue aux côtés de Marthe Villalonga dans la pièce de Jean Franco Elle nous enterrera tous mise en scène par Jean-Luc Moreau au Théâtre St Georges. En 2009, elle crée la Vie débordée des Douziers, une web série destinée à illustrer le site internet de service à la personne CNikel.com. Elle obtiendra le prix Brand Content 2011 pour cette série.
Depuis janvier 2010, Valentine est la chroniqueuse des loisirs de l'émission Comment ça va bien ! présentée par Stéphane Bern, diffusée sur France 2.
Le 1er juin 2012, elle lance sa web-série La Normalitude sur YouTube qui raconte la vie quotidienne d'une trentenaire en mettant en exergue ses névroses.
En novembre 2012, elle diffuse sur YouTube le premier épisode de la Normalitude, une web série humoristique et normalement anormale au format court de 3 min dont elle est l'auteur, la réalisatrice et l'actrice principale.

## Filmographie

### Actrice

#### Courts métrages
- 2007 : Washing Machine, d'Astrid Sylvain
- 2004 : Le foret de l'amour, de Cyril Droux

#### Télévision
- 2010 : Comment ça va bien !
- 2008 : SOS papa en détresse, d'Élodie Loisel
- 2005 : Commissaire Moulin (Le profil du tueur), d'Yves Rénier
- 2004 : Commissaire Moulin (Kidnapping), d'Yves Rénier

### Réalisatrice

#### Web
- 2012 : La Normalitude de Valentine Féau
- 2009 : La Vie Débordée des Douziers de Valentine Féau

### Scénariste
- 2012 : La Normalitude (web série)
- 2009, La vie débordée des Douzier (web série)

## Théâtre
- 2009 : La salle de bain, mise en scène d'Astrid Veillon
- 2006 : Quand je serai grand, j'aurai des chaussures rouges, mise en scène de Valentine Féau
- 2006 : Elle nous enterra tous, mise en scène de Jean-Luc Moreau
- 2003 : Le soleil est rare, mise en scène de Michael Cohen
- 2002, La Revenante, mise en scène de Serge Boccara
- 2000-2002 : Spectacles de la compagnie Côté plage
- 2000 : Café java, mise en scène de Pascal Solio

### Mise en scène
- 2008 : Merci Papa avec Sandrine Jouanin au Théâtre des Blancs Manteaux

### Auteur
- 2005 : Quand je serai grande, j'aurai des chaussures rouges, coécrit avec Sandrine Jouanin